# Holotrichia freyi
Holotrichia freyi är en skalbaggsart som beskrevs av Mittal och Pajni 1977. Holotrichia freyi ingår i släktet Holotrichia och familjen Melolonthidae. Inga underarter finns listade i Catalogue of Life.